# Космічна сім'я Стоунів
Космічна сім'я Стоунів (англ. «The Rolling Stones», «Space Family Stone») — науково-фантастичний роман Роберта Гайнлайна, опублікований в 1952 році в скороченому варіанті журналом Boys' Life (з вересня по грудень), потім виданий в серії романів для юнацтва, які щорічно автор надавав для видавництва Скрібнер в 1947—1958 роках.

## Сюжет
Стоун, сімейство з Місяця, купують і відновлюють списаний космічний корабель і вирушають на екскурсію Сонячною системом.
Близнюки-підлітки, Кастор і Полукс, вирішили при цьому зайнятися бізнесом, продавши на Марсі, першій зупинці Стоунів, партію пустельних велосипедів. Хоча їм прийшлося викинути їх за борт для полегшення маневрування корабля, щоб їх мати, лікар за фахом, могла дістатись на рейсовий пасажирський корабель, для надання допомоги при раптовій епідемії. Підібравши дрейфуючі велосипеди перед самим Марсом, вони продали їх місцевому торгівцю, започаткувавши місцевий екскурсійний бізнес.
Однак через ці велосипеди вони мало не потрапили до в'язниці за несплату імпортних мит, виручила їх в суді бабуся Хейзел. Також на Марсі близнюки купують для молодшого брата Вундера марсіанського «плоского кота», маленького пухнастого звірка, що муркоче по-котячому, і беруть його із собою в подальшу подорож.
Стоуни вирушають до пояса астероїдів, де йде «золота лихоманка» видобутку радіоактивних руд і графіту. Близнюки і тут вирішили заробити, взявши з собою вантаж делікатесів і предметів розкоші, вважаючи, що торговці в таких умовах мають більше шансів розбагатіти, ніж звичайні старателі. По дорозі туди плоский кіт почав активно розмножуватися, що змусило Стоунов відправити численну популяцію котів в сплячку у холодному трюмі, а потім ці запаси котів були успішно розпродані шахтарям на астероїдах. Мати близнюків вимушена була знову взятись за лікарську практику, щоб задовольнити численні медичні потреби старателів. Кастору і Полуксу довелось рятувати бабусю Хейзел та Вундера, які застрягли без палива в космосі через поламаний гіроскоп.
Потім Стоуни вирішили продовжити свою подорож далі, до Титану, щоб побачити кільця Сатурна.

## Зв'язок з іншими творами Гайнлайна
- В романі згадується участь Хейзел Стоун в Місячній революції. Через 14 років Гайнлайн написав роман «Місяць — суворий господар», про цю революцію та війну Місяця за незалежність, де Хейзел була відведена невелика, але важлива роль.
- Хейзел — один із головних героїв роману «Кіт, що проходив крізь стіни».
- Хейзел, Полукс та Кастор також є серед персонажів романів «Число звіра», «Відплисти за захід сонця».
- Описані в романі марсіани подібні на описаних марсіан з романів «Червона планета» та «Чужинець на чужині».